# Phoenix Baia Mare
El Phoenix Baia Mare fue un equipo de fútbol de Rumania que alguna vez jugó en la Liga I, la liga de fútbol más importante del país.

## Historia
Fue fundado en 1932 en la localidad de Baia Mare y era propiedad de la Fábrica de Química de la ciudad y su primer presidente fue Petru Wider. Su primera temporada la disputaron en las divisiones distritales y en 1934 alcanzaron los cuartos de final de la Copa de Rumania, en la cual fueron eliminados por el AMEFA Arad 0-1.
Fueron uno de los equipos fundadores de la Divizia B quedando en primer lugar del grupo 3, aunque perdieron el play-off de ascenso a la Liga I, aunque lograron el ascenso a la máxima categoría en la temporada 1936/37, quedando en su temporada inaugural en la quinta posición.
En la temporada 1938/39 jugaron con el nombre Carpaţi Baia Mare y entre 1941 y 1944 estuvieron en la NBII de Hungría.
Al finalizar la Segunda Guerra Mundial retornaron a su nombre anterior y para 1946 jugaron la serie de play-off de la Liga III ante el Minaur Baia Mare el cual ganaron y regresaron a la Liga II. En 1948 fallaron en su intento por ascender a la Liga I en Bucarest y a consecuencia del fracaso decidieron fusionarse con el Minaur Baia Mare para crear al FC Baia Mare, aunque la fábrica conservó el equipo pero con el nombre Cuprum.
En 1964 cambiaron su nombre por Topitorul, y 10 años después por Chemistul cuando jugaban en la Liga III. en 1993 regresaron al nombre Phoenix tras lograr el ascenso a la Liga II, permaneciendo ahí por dos temporadas hasta su descenso. Jugaron en la Liga III hasta su desaparición en el año 2000.
Jugaron tres temporadas en la máxima categoría, con un total de 62 partidos y obteniendo 63 puntos.

## Palmarés
- Liga II (4): 1934–35, 1935–36, 1936-37, 1947–48
- Liga III (1): 1992–93

## Entrenadores
- Lucian Bălan (1993-1994)